# Glanz und Elend der Kurtisanen
Glanz und Elend der Kurtisanen (französisch Splendeurs et misères des courtisanes) ist ein Roman von Honoré de Balzac. Er erschien in vier Teilen zwischen 1838 und 1846 und schließt inhaltlich an den teilweise gleichzeitig entstandenen Roman Verlorene Illusionen an. Glanz und Elend der Kurtisanen gehört innerhalb der Comédie Humaine (Die menschliche Komödie) zu den Szenen aus dem Pariser Leben.

## Inhalt
Nachdem der undurchsichtige Abbé Carlos Herrera, der in Wahrheit der entlaufene Sträfling Vautrin alias Collin ist, den jungen Dichter Lucien de Rubempré vor dem Selbstmord gerettet hat (damit endete Verlorene Illusionen), kehrt dieser 1824 in das gesellschaftliche Leben von Paris zurück. Von Herrera/Vautrin/Collin protegiert gilt er als geheimer Mitarbeiter verschiedener Politiker und wird Liebhaber von Damen der Gesellschaft wie der Herzogin de Maufrigneuse und Madame de Sérizy. Lucien ist aber heimlich mit der Kurtisane Esther liiert, die Collin vorübergehend in einem Kloster hatte erziehen lassen. Sie ist dadurch geläutert und lebt jetzt nur noch für ihre Liebe zu Lucien. Collin arbeitet weiter am Aufstieg Luciens in der guten Gesellschaft und stattet ihn dafür großzügig mit finanziellen Mitteln aus; Lucien soll stellvertretend gesellschaftliche Stellung und Anerkennung erreichen, was Collin als Geächtetem verwehrt ist (in Vater Goriot näherte sich Collin bereits Eugène de Rastignac mit einem ähnlichen Ansinnen, wurde aber von diesem zurückgewiesen). Lucien hat um das Jahr 1829 die Aussicht, die vermögende, aber hässliche Clotilde de Grandlieu zu heiraten, muss aber als Voraussetzung selbst ein Vermögen vorweisen. Das übersteigt jedoch selbst die Möglichkeiten Collins.

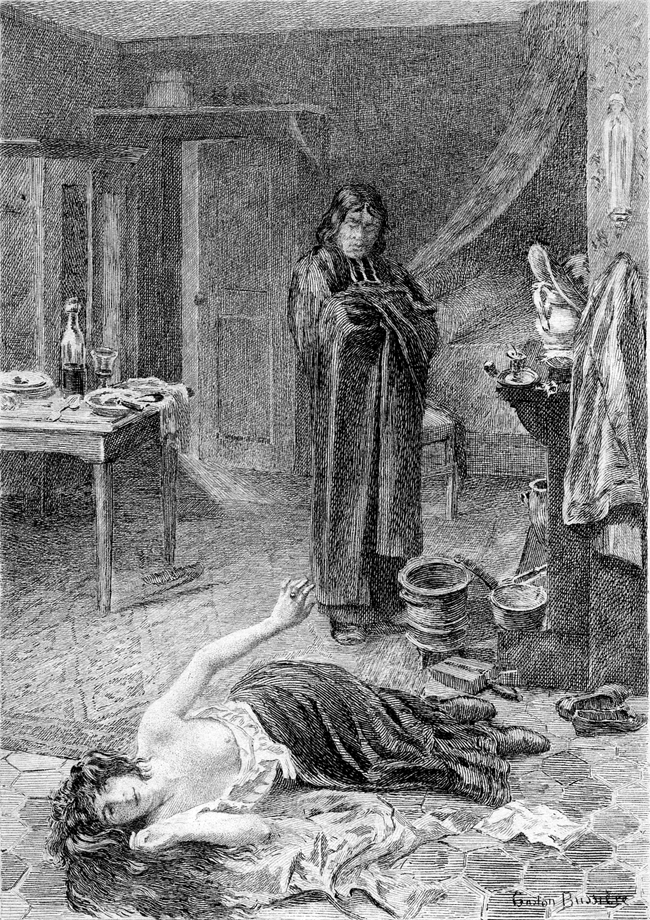
Glanz und Elend der Kurtisanen Vautrin findet Esther

Als bei einer nächtlichen Spazierfahrt der Bankier Nucingen Esther zufällig sieht und sich prompt in sie verliebt, sieht Collin seine Chance gekommen: Er drängt Esther, auf das Werben Nucingens einzugehen – sich also trotz, aber auch wegen der Liebe zu Lucien wieder als Kurtisane zu betätigen – und den Bankier so lange auszunehmen, bis Lucien das für seine Heirat mit Clotilde nötige Vermögen beisammenhat. Nach der Einweihung eines verschwenderisch ausgestatteten Palais, das Nucingen für Esther gekauft hat, begeht diese, innerlich gebrochen, Selbstmord. Sie erfährt nicht mehr, dass sie die Alleinerbin des Wucherers Gobseck ist, der ihr ein Millionenvermögen hinterlassen hat, das alle Probleme Luciens hätte lösen können.

Unterdessen sind die Polizeispitzel Corentin und Peyrade, die Nucingen beauftragt hatte, Esther ausfindig zu machen, auf die Spur Collins gekommen. Durch Esthers Tod sieht sich Nucingen geprellt, umso mehr als zwei Hausangestellte mit Wertpapieren, die er Esther übergeben hatte, verschwinden. Alles spricht gegen Collin und Lucien, die beide verhaftet werden.

Im Polizeiverhör kann Collin die Beamten täuschen und seine Identität verbergen. Dem Untersuchungsrichter Camusot gelingt es jedoch in kürzester Zeit, Lucien das Geheimnis zu entlocken. Lucien erkennt jetzt, dass er, auch wenn sich seine Unschuld bei Diebstahl der Wertpapiere herausstellt, als Komplize eines gesuchten Kriminellen gesellschaftlich erledigt ist. Vor allem aber hat er mit Collin nun auch den letzten Menschen, der immer treu zu ihm gestanden ist, aus Dummheit und Eigensucht verraten, nachdem er zuvor schon seine Freunde enttäuscht und seine Verwandten betrogen hat. Collin, der weiß, wie labil Lucien ist, versucht zwar noch aus dem Gefängnis heraus, die Diane de Maufrigneuse und Madame de Sérizy für Luciens Rettung zu mobilisieren, aber die Damen kommen zu spät: Lucien hat sich in seiner Zelle erhängt. Die Nachricht von Luciens Tod lässt Collin zusammenbrechen: Er will nun seinen jahrzehntelangen Kampf gegen Justiz und Gesellschaft beenden und seine Fähigkeiten in den Dienst der Gegenseite stellen. Als Hebel dazu dienen ihm kompromittierende Briefe der Herzogin de Maufrigneuse, von Madame de Sérizy und von Clotilde de Grandlieu an Lucien, die er in einem sicheren Versteck aufbewahrt und die bei einer Veröffentlichung eine Staatsaffäre auslösen könnten. Generalstaatsanwalt Granville erkennt, dass ihm Collins Vorschlag in dieser Situation Vorteile bringt, und so wird Collin tatsächlich (ähnlich seinem realen Vorbild Vidocq) Nachfolger des korrupten Polizeichefs Bibi-Lupin. „Nachdem Jaques Collin seine Funktionen etwa fünfzehn Jahre lang ausgeübt hatte, trat er gegen 1845 in den Ruhestand.“
Wie Illusions perdues zählt Glanz und Elend der Kurtisanen zu den Kernstücken der Comédie Humaine. „In keinem anderen Werk Balzacs ist der Querschnitt durch die zeitgenössische Gesellschaft so breit angelegt, in keinem wird der plötzliche Umschlag von Glück in Verzweiflung, auf den die Überschriften verweisen, an so vielen Schicksalen dargestellt … Der Bogen der dargestellten Gesellschaftsgruppen spannt sich vom Pariser Hochadel bis zur Unterwelt …“

## Entstehung
Glanz und Elend der Kurtisanen ist in vier Teile gegliedert:
- Comment aiment les filles (Wie leichte Mädchen lieben)
- À combien l’amour revient aux vieillards (Was alte Herren sich die Liebe kosten lassen)
- Où mènent les mauvais chemins (Wohin schlechte Wege führen)
- La dernière incarnation de Vautrin (Die letzte Gestalt Vautrins)

Der erste Teil basiert auf Balzacs Romanfragment La Torpille, das bereits vor Illusions perdues entstand und erstmals 1839 in Buchform veröffentlicht wurde. Überarbeitet wurde es mit Teilen des zweiten Teils 1843 im Feuilleton der Zeitung Le Parisien abgedruckt. Zusammen mit dem gesamten zweiten Teil wurde alles 1844 unter dem Titel Splendeurs et Misères des Courtisanes veröffentlicht und nun auch in die Comédie Humaine eingefügt. Der dritte Teil erschien 1846 in L'Epoche und erstmals 1847 in Buchform. Der vierte Teil 1847 im Feuilleton von La Presse und noch im selben Jahr als Buch; dieser Teil wurde erst 1855, also fünf Jahre nach Balzacs Tod in die Comédie Humaine aufgenommen.
Die komplizierte und lange Entstehungsgeschichte schlägt sich in der Struktur des Romans nieder: Die zentralen Themen und auch die Personen verändern sich weit stärker als in anderen Romanen Balzacs. So steht Lucien de Rubempré anfangs noch im Mittelpunkt der Aufmerksamkeit, verliert aber als eitle, schwache Persönlichkeit zunehmend an Interesse und wird schließlich aus der Handlung entfernt, während zunächst Esther, dann aber Vautrin/Collin immer stärker in den Vordergrund treten. Dieser „wird im Lauf des Romans zur beherrschenden Gestalt. Dieser teuflische und zugleich geniale Mensch verkörpert in seiner wilden Energie das Böse der menschlichen Gesellschaft.“

## Ausgaben
- La comédie humaine, Paris 1977, Bd. 6
- Glanz und Elend der Kurtisanen I. In: Die Menschliche Komödie. München 1998 (TB), Bd. VI, Glanz und Elend der Kurtisanen II. In: Die Menschliche Komödie. München 1998 (TB), Bd. VII

## Verfilmungen
- Glanz und Elend der Kurtisanen, Deutschland 1927, Regie M. Noa
- Vautrin, Frankreich 1943, Regie Pierre Billon, mit Michel Simon und Madeleine Sologne
- Splendeurs et Misères des Courtisanes, Frankreich 1975, TV-Serie mit Georges Géret, Corinne Le Poulain und Bruno Garcin